# Radio rurale de Pita
 (septembre 2023).
Radio rurale de Pita est une station de radio généraliste publique basée en Guinée à Pita.

## Historique
La radio rurale de Pita est fondée le 02 octobre 2011.

### Historique des directeurs
| N° | Nom et prénoms             | Debut          | Fin           |
| -- | -------------------------- | -------------- | ------------- |
|    | Aboubacar Sidiki Samaké    | 2 octobre 2011 |               |
| 01 | Alpha Oumar Mosquée Diallo |                | 31 aout 2023, |
| 02 | Ibrahima Bah               | 31 aout 2023   | En cours      |